# 双桥经济技术开发区
重庆市双桥经济技术开发区是重庆市的一个市级经济技术开发区，位于重庆市大足区南部，地处成渝之心，同时位于重庆1小时经济圈和成都1小时经济圈，是重庆市产城融合发展示范开发区和重要的汽车及机械装备制造基地。

## 历史沿革
双桥经济技术开发区前身为重庆市双桥区。1965年，为响应三线建设，经第一机械工业部批准，四川汽车制造厂（后更名为重庆红岩汽车公司，现为上汽依维柯红岩商用车有限公司）于大足县（当时属江津地区）双路公社建成投产。1974年，为便于国家拨专款改善设施条件，经四川省革命委员会申请，国务院发布《国务院关于建立大足汽车制造厂行政区问题的批复》（国发〔1974〕100号文件），批准从大足县划出双路公社和元通公社的青春、天星、白鹤、天桥及土桥公社的茅店、新民六个生产大队（六个生产大队另外组建通桥公社），建立重庆市双桥区，隶属于重庆市。在重庆直辖后，仍然属重庆市。
2011年10月24日，经国务院《关于同意重庆调整部分行政区划的批复》（国函〔2011〕129号文件）批准，撤销大足县、双桥区，设立大足区，原双桥区管辖区域由大足区管辖，同时设立重庆市双桥经济技术开发区，管辖原双桥区管辖区域与邮亭镇，由重庆市委、市政府委托大足区委区政府管理。2011年12月25日，大足区与双桥经济技术开发区同时挂牌成立。
在2016年，国务院重新启动国家级经济技术开发区的申报后，双桥经济技术开发区已被重庆市纳入进入培育期的省级经开区名单，进行国家级经济技术开发区的申创的准备工作。

## 地理環境

### 地理位置
风光旖旎的双桥，地处成渝经济走廊，位于成渝高速公路北侧6公里，东距重庆城区80公里，西距成都市269公里，具有较好的区位辐射优势。重庆市双桥区东邻永川区，大邮高等级公路横贯全境，交通便利。
辖区幅员面积133平方公里（原43.1平方公里），人口11.86万，其中城镇人口8.5万，以汉族为主，另有回、壮、满、傣、瑶、黎、苗、侗、土家、蒙古、锡伯、布依等少数民族。
成渝高速穿其境内，成渝客专大足南站设置在双桥经开区邮亭镇。经天星大道、红岩大道，在龙水湖收费站上重庆三环高速公路，已于2015年9月通车。
双桥是典型的工业区，境内的重庆重型汽车集团公司（原四川汽车制造厂）是我国引进法国军车技术兴建的第一个重型汽车生产基地，以生产红岩、斯太尔两大系列的高吨位重型汽车为主。在重汽集团带动下，区属工业经济较为发达，形成了以重型汽车改装制造、零部件生产为龙头，以饲料、铸锻为两翼，以摩托车配件、五金、化工、采矿为补充的工业体系。区内规划建设重庆双桥通用机场，详见《民航西南地区管理局关于印发重庆市通用机场布局规划的通知》。

### 地理環境
双桥区属于亚热带季风性湿润气候，热量丰富，季风显著，年平均气温17.8℃，历年来平均无霜期321天，四季温差变化不大，最冷月1月平均气温为7.9℃，最热的8月份平均气温为27.7℃，气候宜人。受地形和大气环流的影响，流域内云雾较多，日照相对较少，年平均日照1301h。年降水量年际变化不大，常年在1000mm左右，月际变化较大。湿度方面受四川盆地的影响，水汽不易散失，湿度较大，历年10月份湿度较大，7月份最小。
双桥区旅游资源得天独厚。不仅位于大足石刻黄金旅游线上，还拥有龙水湖、巴岳山、余栋臣墓等旅游资源和重汽集团重型汽车生产流程等工业旅游资源。龙水湖位于双桥区主城区以北3公里，湖区面积8000多亩，湖水面积5000多亩，蓄水量1200万立方米。湖内108个小岛星罗棋布，各具特色。湖东面的巴岳山叠峰耸翠，峻秀挺拔，风光秀丽，成为龙水湖的天然背景和绿色屏障。重汽集团日产重型汽车50余辆，其流畅、宏大、整洁的生产流程可让人亲身感受现代科技的神奇与瑰丽，从中得到美的享受。
双桥区矿产资源丰富，主要有煤、天然气、石灰石、粘土、黄砂以及日产600立方米、可供开采50年的地热资源储备。全区共有耕地面积23076.9亩，占全区土地总面积的43.82%。全区降雨量多年平均径流为444.26毫米，多年平均降雨量1109毫米，人均水资源占有量445立方米，属重庆市资源性缺水的地区之一。

## 行政管辖
双桥经济技术开发区并不是民政部在册的行政区，开发区域在行政上隶属于大足区。中共双桥经济技术开发区工作委员会和双桥经济技术开发区管理委员会是中共重庆市委、重庆市人民政府的正厅级派出机构，行使市级行政权力，位于重庆市双桥经济技术开发区双龙西路106号（行政上隶属于重庆市大足区双路街道）。
双桥经济技术开发区管辖原双桥区管辖的龙滩子街道、双路街道（原双路镇）、通桥街道（原通桥镇）和原大足县管辖且与双桥区邻近的邮亭镇。其中，双桥经济技术开发区主要负责经济发展和开发建设工作，党务、社会事务由大足区委、区政府统筹管理。
辖区内另有重庆双桥工业园区、重庆双桥邮亭工业园区、重庆双桥车城工业园区。

## 现任领导
- 党工委书记、管委会主任
  - 李步彬[6]（2019年1月任，兼重庆市大足区委副书记、区人民政府代区长，主持党工委、管委会全面工作）
- 党工委副书记
  - 王守华[6][7][8][9]（2013年5月任，其中2011年11月-2013年5月、2014年9月-2016年12月期间兼双桥经开区管委会副主任，协助党工委书记、管委会主任处理党工委、管委会日常事务，分管财务、人事、党群等工作，负责经济发展、招商引资、对外经济合作、招投标管理、科技创新、审计、国资国企、投融资等工作）
- 党工委委员、管委会副主任
  - 吴励[6][7][10]（2011年11月任，负责纪检监察、环境保护等工作，分管纪工委、环保局，联系教育、卫生、文化、体育、民政和食品药品监管等各项社会事业工作）
  - 陈韬[6][7]（2011年11月任，负责城市规划、建设、市政、园林、人防、旅游发展等工作，分管建设局、邮亭工业园区，联系交通、质监工作）
  - 陈建华[6][7]（2011年11月任，负责安全生产、土地开发、征地拆迁、国土房管等工作，分管安监局、土地开发中心、双桥工业园区、国土房管分局，联系农业、水利、林业、通讯工作）
  - 周树云（2020年9月任）
- 党工委委员
  - 宋志军[6][11]（兼重庆市公安局双桥经济技术开发区分局局长、督察长,负责信访稳定、应急管理、平安建设等工作,主持公安分局全面工作，分管信访接待中心，联系法院、检察院、人武、司法、武警、消防工作）

## 下设机构
- 双桥经济技术开发区管理委员会办公室
- 中国共产党重庆市大足区纪律检查委员会驻双桥经济技术开发区纪检组
- 双桥经济技术开发区经济发展局
- 双桥经济技术开发区建设管理局
- 双桥经济技术开发区投资促进局
- 双桥经济技术开发区财务局
- 双桥经济技术开发区安全生产监督管理局
- 双桥经济技术开发区环境保护局
- 双桥经济技术开发区土地开发中心
- 双桥经济技术开发区邮亭工业园区管理委员会
- 双桥经济技术开发区信访中心
- 双桥经济技术开发区工商行政管理局
- 重庆市公安局双桥经济技术开发区分局
- 重庆市国家税务局双桥经济技术开发区分局
- 重庆市地方税务局双桥经济技术开发区分局
- 重庆市大足区国家土地和房屋管理局双桥经济技术开发区分局

## 经济
2017年，双桥经济技术开发区实现地区生产总值160亿元，增长13%，其中工业增加值130亿元，增长13%；实现工业总产值625亿元，增长20.3%，其中规上工业总产值完成480亿元，增长19.6%；全社会固定资产投资120亿元、增长13%, 其中工业投资100亿元、增长15%；一般地方公共预算收入7.7亿元，其中税收收入4.1亿元；社零总额完成45亿元，增长14.9%；实际利用外资8000万美元，进出口总额1.2亿美元。

## 交通
双桥经济技术开发区位于成渝经济区腹地，交通便利。银昆高速公路横穿开发区，设有大足出口。成渝铁路、高鐵成渝客运专线也横穿开发区，共设有大足站、长河碥站、高鐵大足南站3个车站，抵达重庆只需20分钟，抵达成都只需40分钟。